# Єспер Нелін
 Єспер Нелін (швед. Jesper Nelin; нар. 3 жовтня 1992) — шведський біатлоніст, олімпійський чемпіон.
Золоту олімпійську медаль та звання олімпійського чемпіона Нелін здобув на Пхьончханській олімпіаді 2018 року в складі шведcької чоловічої естафетної четвірки.

### Статистика кубка світу
У таблиці наведено статистику виступів біатлоніста в Кубку світу.
- Місця 1–3: кількість подіумів
- Чільна 10: кількість фінішів у першій десятці
- В очках: кількість виступів, на яких біатлоніст здобував очки
- Старти: кількість стартів
- Естафета: включно зі змішаною

| Місця                     | Індивід. | Спринт | Персьют | Мас-старт | Естафета | Разом |
| ------------------------- | -------- | ------ | ------- | --------- | -------- | ----- |
| 1                         |          |        |         |           | 1        | 1     |
| 2                         |          |        |         |           |          |       |
| 3                         |          |        |         |           |          |       |
| Чільна 10                 |          |        |         |           | 9        | 9     |
| В очках                   |          | 5      | 5       |           | 13       | 23    |
| Стартів                   | 6        | 15     | 8       |           | 14       | 43    |
| Станом на: 23 лютого 2018 |          |        |         |           |          |       |